# Bidoni
Bidoni è un film del 1995 diretto da Felice Farina.

## Trama
Un giornalista televisivo ecologista si batte contro un politico in conflitto di interessi, con l'aiuto di una segretaria e di un ex carabiniere.

## Riconoscimenti
- 1995 - David di Donatello
  - Nomination Migliore attrice non protagonista a Ottavia Piccolo
- 1996 - Nastro d'argento
  - Nomination Migliore attrice protagonista a Angela Finocchiaro
  - Nomination Migliore colonna sonora a Tommaso Vittorini